# Anne Gullestad
Anne Gullestad, född 1925 i Kvinesdal, död 1998, var en norsk skådespelare, regissör och teaterchef. Hon var mor till Agnete Gullestad Haaland.
Gullestad debuterade 1950 på Den Nationale Scene. Hon spelade i en bred repertoar, bland annat titelrollerna i Hans Wiers-Jenssens Anne Pedersdotter och Sigrid Undsets Kristin Lavransdotter, men även klassiska roller som Jelena i Anton Tjechovs Onkel Vanja. Till hennes starka människoskildringar hör Josie Hogan i Eugene O'Neills En måne för de olycksfödda. Åren 1967–1988 utvecklade hon Vestlandske Teaterlag med kurser för barn och unga. Hon hade också ett mångårigt samarbete med den amerikanska skådespelaren Earle Hyman; 1990 var de på Riksteaterturné ihop i en uppsättning av På väg med miss Daisy. Hon har också haft flera filmroller.
Bland hennes regissörsuppdrag märks Mördarnas natt av José Triana, Agnes av Kent Andersson, Hjallarbrui av Knut Horvei och Köket av Arnold Wesker. Från 1977 medverkade hon i etablerandet av Sogn og Fjordane Teater, där hon var teaterchef 1980–1988 och särskilt satsade på norska urpremiärer. Årliga utomhusföreställningar har varit Mostraspelet av Johannes Heggland och Kinnaspelet av Rolf Losnegård. Gullestad utvecklade från 1985 en regionteater för Hordaland fylke, Hordaland Teater, med egen dockteaterensemble; hon var teaterchef där från 1995. Åren 1988–1994 var hon chef för Riksteatret.